# 裸者与死者
《裸者和死者》（英語：The Naked and the Dead）是美国作家諾曼·梅勒的处女作，1948年由莱因哈特公司出版。
这部小说是基于作者在第二次世界大战菲律賓戰役期间，在第112骑兵团担任厨师的经历。 这部小说出版时作者只有25岁，很快成为畅销书，为《鹿苑》（The Deer Park）等其他作品铺平了道路。,梅勒认为《裸者和死者》 是他最著名的作品。它是第一部关于第二次世界大战的热门小说，被认为是最伟大的英语小说之一。 该书于1958年改编成同名电影。
1998年，《裸者和死者》名列20世紀百大英文小說第51名。

## 情节
小说分为四个部分：起浪、陶土与粪土、草木与幻影，以及尾波。
故事发生在南太平洋一个虚构的岛屿安诺波佩岛。美军需要完成赶走日军的任务，为进入菲律宾做好准备。